# Communauté de communes de la Vallée Verte
Die Communauté de communes de la Vallée Verte ist ein französischer Gemeindeverband mit Rechtsform einer Communauté de communes im Département Haute-Savoie, dessen Verwaltungssitz sich in dem Ort Boëge befindet. Der Name bezieht sich auf die Talschaft der Menoge, die seit Mitte des 20. Jahrhunderts als Vallée Verte bezeichnet wird. Sie erstreckt sich im westlichen Chablais, etwa 15 km östlich von Annemasse. Der Gemeindeverband besteht aus acht Gemeinden und zählt 8424 Einwohner (Stand 2022) auf einer Fläche von 79,34 km², sein Präsident ist Yves Dupraz.

## Geschichte
Die Gemeinden des ehemaligen Kantons Boëge bildeten 1966 das SIVOM „Canton de Boëge“, über das ein Teil der kommunalen infrastruktur sowie Kultur- und Sporteinrichtungen gemeindeübergreifend betrieben wurden. Es wurde am 1. Januar 2010 durch die kurz zuvor geschaffene Communauté de communes ersetzt.

## Aufgaben
Zu den vorgeschriebenen Kompetenzen gehören die Entwicklung und Förderung wirtschaftlicher Aktivitäten sowie die Raumplanung auf Basis eines Schéma de Cohérence Territoriale. Der Gemeindeverband bestimmt die Wohnungsbaupolitik. Er betreibt die Müllabfuhr und ‑entsorgung, die Straßenmeisterei und den Schulbusverkehr. Zusätzlich baut und unterhält der Verband Kultur- und Sporteinrichtungen.

## Mitgliedsgemeinden
Folgende acht Gemeinden gehören der Communauté de communes de la Vallée Verte an:
| Gemeinde                                  | Einwohner 1. Januar 2022 | Fläche km² | Dichte Einw./km² | Code INSEE | Postleitzahl |
| ----------------------------------------- | ------------------------ | ---------- | ---------------- | ---------- | ------------ |
| Boëge                                     | 1.938                    | 16,00      | 121              | 74037      | 74420        |
| Bogève                                    | 1.160                    | 7,00       | 166              | 74038      | 74250        |
| Burdignin                                 | 688                      | 9,87       | 70               | 74050      | 74420        |
| Habère-Lullin                             | 1.091                    | 8,86       | 123              | 74139      | 74420        |
| Habère-Poche                              | 1.484                    | 11,96      | 124              | 74140      | 74420        |
| Saint-André-de-Boëge                      | 594                      | 12,60      | 47               | 74226      | 74420        |
| Saxel                                     | 509                      | 5,63       | 90               | 74261      | 74420        |
| Villard                                   | 960                      | 7,42       | 129              | 74301      | 74420        |
| Communauté de communes de la Vallée Verte | 8.424                    | 79,34      | 106              | –          | –            |